# Kochbirne

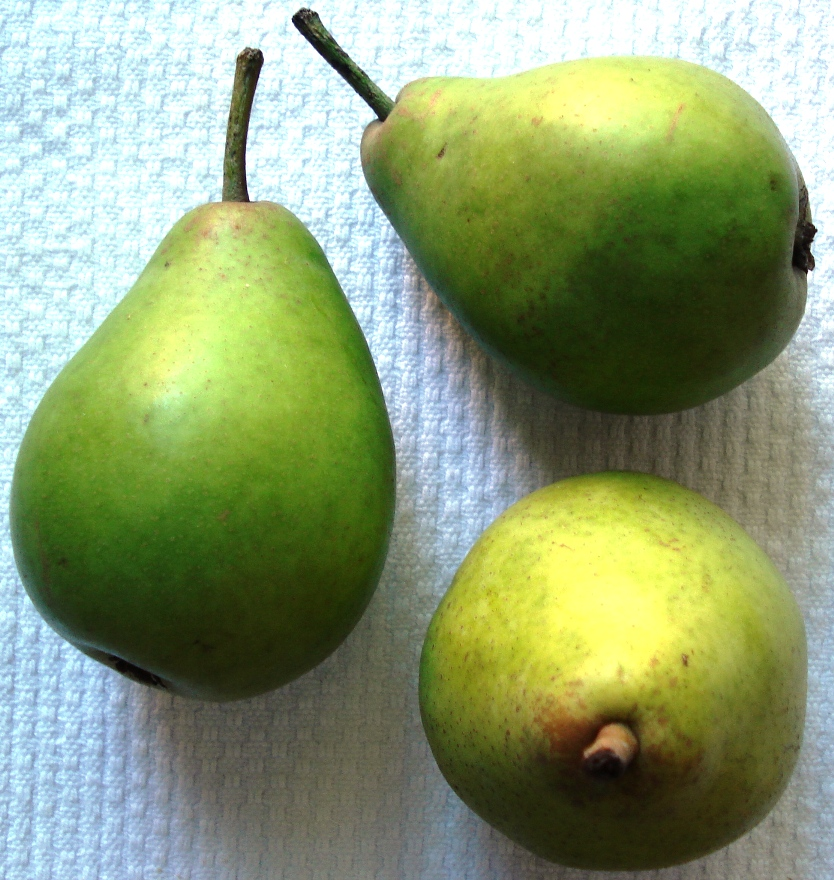
Kochbirnen

Als Kochbirnen werden verschiedene, meist alte Birnensorten bezeichnet, deren Früchte erst durch Kochen oder Backen für den Verzehr geeignet werden. Bei einem Teil der Kochbirnen handelt es sich um die Vorläufer der heutigen Tafelbirnen.

## Hintergrund
Bei den traditionellen (alten) Sorten handelt es sich um kleine, grüne, erst spät gelb werdende und dann noch sehr feste Birnen, die weder die Süße noch die Saftigkeit der Tafelbirnen haben. Der Geschmack ist würzig bis leicht süß.

## Zubereitung
Kochbirnen werden in traditionellen Gerichten der norddeutschen Küche, beispielsweise der Schleswig-Holsteiner Küche verwendet, insbesondere für Birnen, Bohnen und Speck sowie gelegentlich für Steckrübeneintopf. Des Weiteren werden sie zu Wild, Rindfleisch oder zu Desserts gereicht. Durch ihr Aroma sind die Backbirnen eine geeignete Beilage bei unzähligen Gerichten.
Die Kochbirne kann auch zum Backen verwendet werden. Am besten verwendet man die Birne innerhalb von zwei Wochen nach der Ernte bzw. dem Kauf. Die Lagerung bis dahin erfolgt an einem kühlen Ort.

## Sorten
Bekannte Kochbirnen-Sorten (Beispiele):
- Gieser-Wildeman-Birne
- Griese Bern
- Großer Katzenkopf
- Lange grüne Winterbirne
- Lübecker Sommerbergamotte
- Rote Kochbirne
- Wein-Bergamott-Birne

Fast alle guten Winterbirnensorten, die normalerweise Tafelbirnen sind, können auf ungünstigen Standorten (kalte Böden oder im Bergland) in ihrer Fruchtqualität nachlassen. In diesem Fall spricht man davon, dass die Sorte nur noch eine Kochbirne ist. Beispiele hierfür sind Gräfin von Paris oder Pastorenbirne.
Kochbirnen können auch zu Hutzeln getrocknet werden.